# Lal Chuni
Lal Chuni Thakur (ur. 2 stycznia 1971) – indyjski narciarz alpejski. Olimpijczyk z Albertville 1992, gdzie zajął 61. miejsce w slalomie specjalnym i nie ukończył drugiego przejazdu slalomu giganta. Jego najlepsza lokata w zawodach FIS-u to dziewiętnaste miejsce w slalomie gigancie w 2003 roku. Uzyskał je na zawodach w chińskim ośrodku narciarskim w Ōwani.